# Edwin Taylor Pollock
Pour les articles homonymes, voir Pollock.
Edwin Taylor Pollock (né le 25 octobre 1870 à Mount Gilead et mort le 4 juin 1943 à Washington) est un officier dans l'United States Navy. Il combat lors de la guerre hispano-américaine ainsi que lors de la Première Guerre mondiale. Il est par la suite promu captain. Comme beaucoup d'officiers navals, son nom est abrégé par ses initiales : E. T. Pollock.
En tant qu'enseigne, Pollock sert à bord de  l'USS New York pendant la guerre hispano-américaine. Après la guerre, il sert sur de nombreux navires, et fait des recherches sur les communications sans fil. Pendant la guerre, il est promu capitaine et un navire sous ses ordres transporte 60 000 soldats américains en France. Il reçoit la Navy Cross pour ses faits de guerre.
Peu après, il est fait huitième gouverneur naval des Samoa américaines et directeur de l'Observatoire naval des États-Unis, avant de prendre sa retraite en 1927.